# 赤れんがSummerJazz+
赤れんがSummerJazz+（あかれんがサマー・ジャズプラス）は、京都府舞鶴市の赤れんが倉庫群にて、プロ・アマのジャズ演奏が行われる、舞鶴の夏を飾る一大イベント。
「赤れんがの街舞鶴」を全国にアピールするため、1991年（平成3年）から始まった赤煉瓦サマー・ジャズin舞鶴が、2010年をもって終了したため、その流れを引き継いで始まる。
赤煉瓦サマー・ジャズin舞鶴が、第20回（2010年度）で一旦の区切りとして、これまでのライブイベントを中止する、と主催者発表が出た際、市内外から「せっかく定着したのに残念」との声が多く上がり、それまでスタッフとして参加していた人達で、小規模ながらも存続させていこう、と赤煉瓦サマージャズ＋in舞鶴（あかれんがサマー・ジャズ プラス いん まいづる）として、2011年9月4日にライブイベントを行うことが発表される。
以来、毎年1回夏に行うというスタンスは継続しながら、内容的には地元周辺ミュージシャンを多く登用し、料金も抑えて気軽に観に来やすい形となる。また、第2回では、手作り市やウェディングフェアなど他イベントとの融合を図る。この時から、周辺イベントも含めた全体を赤れんがSummer+と呼ぶようになる。
2013年には、赤煉瓦倉庫群が赤れんがパークとして整備されたこともあり、赤れんがSummerJazz+2013という名称で8月4日に開催される。また、イベントのテーマが設定されるようになる。
2014年には、舞鶴出身で、日本のファンク系ドラマーとしてトップアーティストと共演している岸田容男が参加。SummerJazz+となってからは最大の集客数を記録する。
2018年8月5日、赤れんがSummerJazz+2018を開催。この年は赤れんがSummer+2018というコンセプトで、前日の8月4日には赤れんが蔵っとほろ酔いabout music nightというライブを敢行。こちらは、ジャズ、ブルースなどのライブと地酒や地元の料理を楽しむという企画であった。
2020年は10周年ということもあり、大々的なイベントを企画していたが、コロナ禍により開催自体が危ぶまれる。しかし、このまま自粛していては地方の音楽シーンが壊滅する、という思いから、ライブハウス業界による感染拡大防止指針にのっとり、検温、消毒、換気、会場席数の半減など対策を取り、8月23日に開催。
2021年は通常開催される8月に緊急事態宣言により会場の赤れんがパークが夜間閉鎖となり、秋にまでずれ込むこととなった。10月16日開催。

## 参加アーティスト

### 2011年
2011年9月4日開催

#### テーマ　赤れんがにJazzの灯を絶やすな！
- 杉山千絵with上野山雅司カルテット（兼子潤、佐野正二、小松尚人）
- YTK Trio with 高山みちお（Yukari、濱本”Birdseye”正史、安部健治）
- 今井達也
- 安達・池田Duo（池田亨、安達洋一）
- BraJaPe
- 衣川いずみQuintet（小野”GEBO”重行、糸井祥巳、高橋明弘）

### 2012年
2011年8月5日開催

#### テーマ　生活に”+”を持って帰ろう！
- 唐口一之Trio（大野こうじ、中島教秀）
- 新森渉スーパーセッション（小野重行、糸井祥巳、高橋明弘）
- 松岡真由美カルテット（安達洋一、佐野正二、日置昭弘）
- YTK Trio（Yukari、濱本”Birdseye”正史、安部健治）：イベントステージ

### 2013年
2013年8月4日開催

#### テーマ　女子力Jazz
- たのいみきQuartet（藤井美穂 - ウェイバックマシン（2003年10月11日アーカイブ分）、中村尚美、安井鉄太郎）
- musk rose（水谷浩子、小場真由美、中村仁美）
- GEBOKIN plus（GEBO、KIN、高山みちお、衣川いずみ、佐野正二、安部健治）
- colors（美和、雅美、長谷川、Abe-ken）

### 2014年
2014年8月24日開催

#### テーマ　Fly out of Maizuru!（舞鶴から羽ばたけ！）
- 永井実穂Quartet feat.岸田容男（杉直樹、北川淳人）
- 佐藤勇作Quartet（杉野幹起、加藤哲平、藤田亮介）
- 山下拓郎 with 美市川善久Trio（佐野正二、高橋明弘）
- GEBOKIN syndicate（KIN、GEBO、衣川いずみ、JF、Buro、ABEKEN）
- ロビーコンサート　パレットゴスペルクワイア

### 2015年
2015年8月23日開催

#### テーマ　地域と世代のFusion
- Frolic（石田裕子、水谷浩子、小場真由美、住吉健太郎、中村仁美、ドラネコ）
- Ricetta Musica（足立安弘、衣川いずみ、佐野正二、才本和生、土屋徹朗）
- Quintetto di Sfidanti（前野庸平、池田亨、安達洋一、佐野正二、奈良井徳仁）
- 双児島コンデンサー（山田秀夫、高山みちお、角野安夫、小下充、富田実、小河知美）
- Sound Reception（田村高志、笠原宏一、大木本芳弘、依田慶一、細見和宏）
- NewSounds Pickuppers（小林豊、小宮知章、小林由香里、糸井祥巳、高橋明弘）

### 2016年
2016年7月24日開催

#### テーマ　Sax and the Brick
- 纐纈歩美DUO（纐纈歩美、佐藤浩一）

- 稲屋浩Special Unit（稲屋浩、衣川いずみ、佐野正二、小松尚人）
- GEBOKIN Syndicate（KIN、GEBO、JF、BURO、Abe-Ken）
- Noda Kobayashi Jazz Quintet（野田明、小林豊、小林由香里、伊藤輝雄、高橋摩也斗）

### 2017年
2017年8月6日開催

#### テーマ　123456！
- 萬淳樹カルテットfeat.落合ゆかり（萬淳樹　杉浦潤　小山直人　ドラネコ　落合ゆかり）
- 長島雅枝Quartet（長島雅枝　衣川いずみ　佐野正二　小松尚人）
- Nuage（足立琢也　越野祐介　上田俊介）
- 森本ひろみ
- ほんまジャズが好きやねんズ（古木勝也　野田明　小林豊　井上耕治　汐見忠彦　加藤尚彦）
- GEBO&Birdseye（小野重行　濱本正史）

### 2018年
2018年8月5日開催

#### テーマ　DanSwingin！
- Gakushi Trio feat岸田容男（Gakushi　森多聞　岸田容男）
- Clap Stomp Swingin’（高田亮介　斎藤一郎　岸本良平　山下拓郎）
- 足立藍子カルテットfeat. 平野翔子（平野翔子　足立藍子　杉山悟史　光岡尚樹　ドラネコ）
- and more coming soon（坂田邦明　今野雄介　相澤卓也　広瀬賢佑）
- 松岡みほカルテット（松岡みほ　小林由香里　汐見忠彦　加藤尚彦）

### 2019年
2019年9月7日開催

#### テーマ　Beautiful Harmony
- 米澤美玖Group（米澤美玖　小川悦司　奥村斉　藤村竜也　村上友）
- shoji-4（稲屋浩　衣川いずみ　佐野正二　浜野明浩）
- M’s Trio（松岡みほ　澤田浩輔　谷史詳）
- 大阪FUNKASTIC（Big松本　森太一　福島哲也　米良かずな　KenKen　児玉優也　永野雄己　鈴ゆきほ　川野健太郎(六角)）

### 2020年
2020年8月23日開催

#### テーマ　Thank you for everything!!
- shoji-4（稲屋浩　衣川いずみ　佐野正二　浜野明浩）
- JIT Super Project feat.中村香織（美市川善久　オヴァショウ　後藤康宏　中村香織）
- G-granger（小野重行　KIN　衣川いずみ　Jeffrey Francesco　迫田ヒロム　中村誠）
- OBHS A&H（田中愛子　森本ひろみ）
- NN quintet（野田明　永野雄己　松岡美穂　伊藤輝雄　高橋摩也斗）

### 2021年
2021年10月16日開催

#### テーマ　Let's get back our Music!!
- 水谷浩子トリオ（水谷浩子　小野麻美　椿原栄弘）
- AM-triads　（松岡みほ  若林大輔　浜野明浩）
- 大城敦博
- 池田カルテット（池田亨　安達洋一　石川栄　奈良井徳仁）